# Bombardeig d'Almeria (1873)
El Bombardeig d'Almeria va ser un enfrontament militar que va tenir lloc el 30 d'agost de 1873 entre les forces cantonals murcianes i les governamentals.

## Antecedents
El Cantonalisme foren insurreccions populars que van tenir lloc durant la Primera República Espanyola quan ja les corts havien votat la república federal sota el govern Pi i Margall, en diverses localitats del País Valencià, d'Andalusia i de Múrcia (Cartagena), l'any 1873 amb objecte d'instaurar un règim federal per als antics estats històrics, les províncies i els municipis. Els insurgents volien que la proclamació dels cantons s'hauria d'acceptar com un fet consumat.
El 28 de juliol de 1973, per obtenir contribucions de guerra i donar suport als revoltats d'Almeria i Màlaga, amenaçats per les tropes del govern, sortiren de Benidorm en direcció a Almeria la fragata blindada Vitoria i la fragata de fusta Almansa amb dues companyies dels Regiment d'Iberia i del batalló de caçadors de Mendigorría comandades pel general Juan Contreras y San Román, acomiadats amb una gran parada militar.

## El bombardeig
El 29 de juliol les fragates Vitoria i Almansa fondegen davant d'Almeria i sol·liciten fons econòmics i que la guarnició surtin de la plaça perquè els ciutadans decideixin lliurement. Davant la negativa de les autoritats i l'amenaça de bombardeig, la població fuig als camps i pobles de l'interior. L'endemà, després ampliar els terminis inicials per la rendició, sense resposta favorable, les fragates bombardegen amb bala no explosiva el port respectant els edificis civils amb bala buida, aturant cada mitja hora per possibles parlaments. En total es llancen 35 projectils que produeixen pocs danys a les defenses portuàries, sense baixes.